# Passeport de citoyen russe
Le passeport de citoyen russe (en russe : Паспорт гражданина Российской Федерации, souvent appelé aussi en russe : внутренний паспорт, общегражданский паспорт), à ne pas confondre avec le passeport russe, est un ancien document d'identité valable sur le territoire de la fédération de Russie.

## Histoire
L'Empire russe puis l'URSS utilisaient la propiska.
Après l'effondrement de l'URSS en 1991, la Propiska continue à être délivrée jusqu'en 1993. EIle est ensuite remplacée par le passeport intérieur russe.
Le passeport de citoyen russe est délivré aux citoyens russes à partir de 14 ans.

## Description
Le passeport est en langue russe, mais selon les entités autonomes, une langue locale officielle peut être utilisée à côté du russe.
Les renseignements que contient ce document sont :
- le prénom ;
- le nom de famille ;
- le patronyme ;
- le sexe ;
- la date de naissance ;
- le lieu de naissance.

Sur demande, le groupe sanguin avec Rhésus est également indiqué, ainsi que le numéro d'imposition.

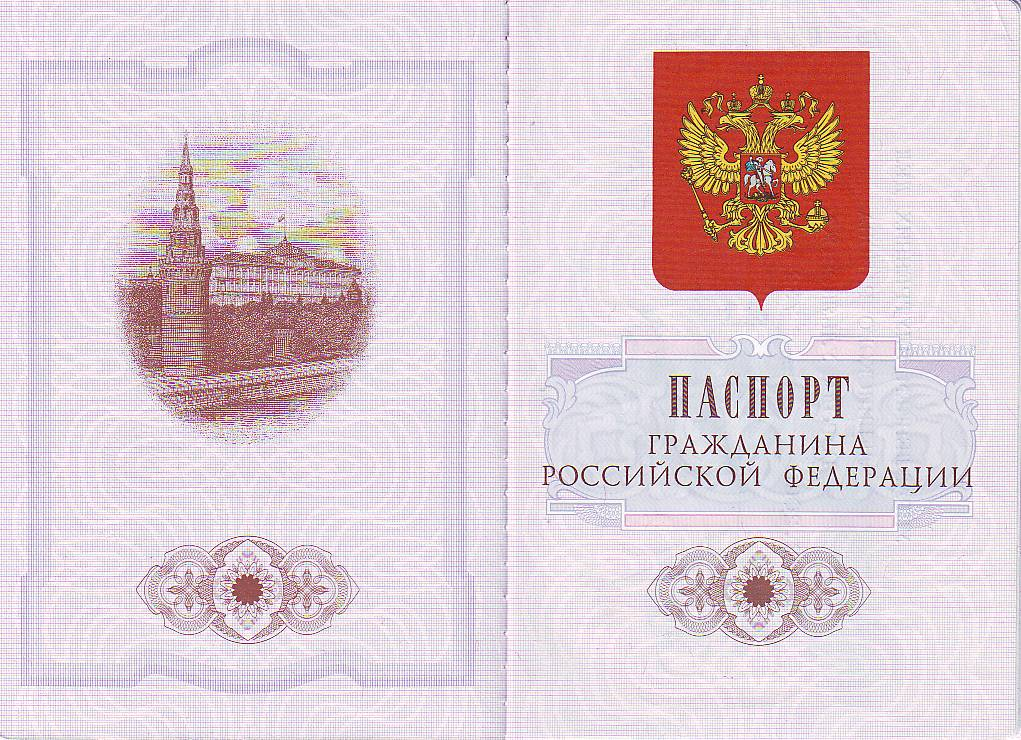
Première page du passeport
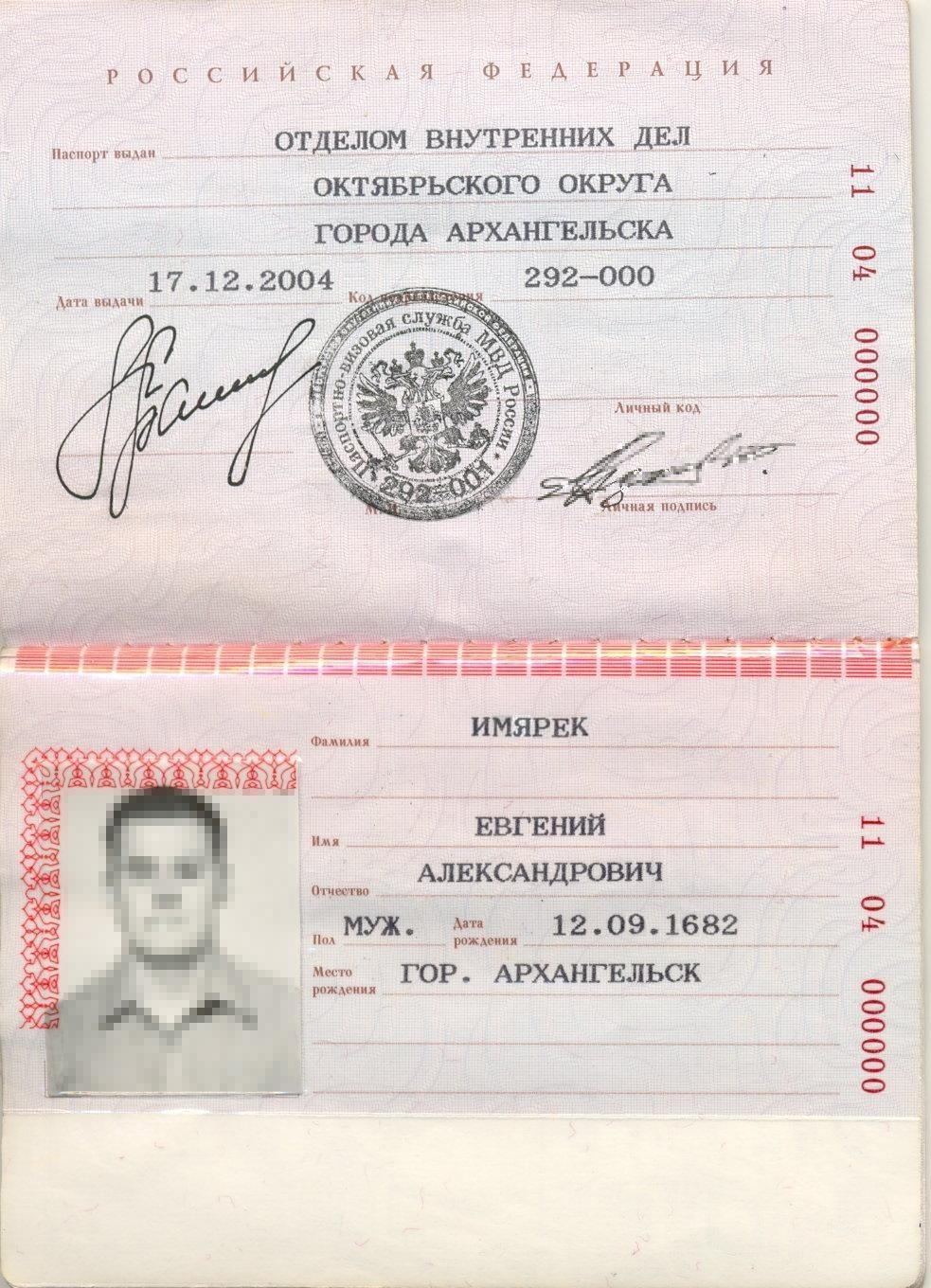
Deuxième page du passeport

## Législation
Le passeport intérieur est délivré par le bureau du Service rédéral des migrations (FMS) du lieu de résidence du citoyen.
Pour l'obtenir ou  pour le  renouveler, celui-ci doit présenter les documents suivants :
- un formulaire de demande de passeport dûment rempli ;
- un certificat de naissance ;
- deux photographies d'identité en noir et blanc ou en couleur de 35 sur 45 millimètres ;
- des documents confirmant la citoyenneté russe ;
- des  documents précisant l'état de certaines exigences en matière d'information contenues dans le passeport (service militaire, certificats de naissance des enfants, preuve d'enregistrement de la résidence du citoyen) ;
- une confirmation de paiement de la taxe d’État.

Si la loi dispose que le citoyen russe est formellement obligé de toujours avoir son passeport sur lui, il est aussi précisé que ce document doit être « gardé en sécurité ». C'est pourquoi de nombreux Russes portent avec eux des photocopies de leur passeport intérieur[réf. souhaitée].
Le passeport intérieur est valide de 14 à 20 ans, de 20 à 45 ans, puis de 45 ans jusqu'à la mort.

### Enregistrement du lieu de résidence
Tout citoyen  russe se trouvant sur le territoire de la fédération de Russie est tenu de faire enregistrer son lieu de résidence habituel auprès du FMS de son lieu d’habitation, au plus tard sept jours après son installation dans les lieux.
Par lieu de résidence habituel, on entend : 

« L’endroit où le citoyen réside de manière permanente, ou la plupart du temps, en tant que propriétaire, locataire (sous-locataire), locataire bénéficiaire d’une aide sociale ou sur d’autres bases légales reconnues par la législation de la fédération de Russie, à savoir une maison d’habitation, un appartement, un appartement de fonction, un établissement spécialisé (foyer, hôtel meublé, cantonnement militaire, établissement pour les célibataires et les personnes âgées, établissement pour les invalides, les vétérans) et tout autre local d’habitation. »

Les citoyens russes résidant plus de 90 jours dans un lieu qui n’est pas leur lieu de résidence habituel, doivent s’enregistrer auprès du FMS de 
leur lieu de résidence temporaire.
L’enregistrement d’un citoyen se matérialise par l’apposition d’un tampon (propiska) sur le passeport intérieur.
Les citoyens qui déménagent sont tenus de se faire désenregistrer de leur précédent lieu de résidence habituel.